# Per Gustaf Floding
Per Gustaf Floding, Pierre-Gustave Floding en français, est un dessinateur et graveur suédois, né à Stockholm le 3 mars 1731, et mort dans la même ville le 17 octobre 1791 .

## Biographie
Il est entré à 16 ans dans l'école de gravure ouverte à Stockholm avec l'appui de la municipalité par le lieutenant suédois Jean Eric Rehn (1717-1793) qui s'était formé à la technique de la gravure à Paris entre 1740 et 1745 auprès de Jacques-Philippe Le Bas. Il a suivi les cours pendant plusieurs années pendant lesquelles le comte de Tessin lui a demandé de participer au volume illustré Museum Tessinianum paru en 1753. 
C'est le comte de Tessin qui lui a obtenu une bourse pour voyager. Il arrive à Paris en 1755. Il va alors s'informer de tout ce qui touche à l'art français, et suit les cours de dessin de l'Académie royale de peinture et de sculpture, ainsi que les cours d'anatomie, de géométrie et de perspective. Il s'est perfectionné en prenant des cours particuliers auprès de Boucher, Van Loo et son compatriote Alexandre Roslin, puis Vien, Dupuis, Cars, Le Bas et Cochin.
En 1763 il est nommé graveur et garde des estampes du prince royal Gustave. Il revient à Stockholm en 1764 où il a ouvert une école de gravure. En 1768 il a remis en activité l'ancienne académie de dessin où il donne des cours.